# Loculla austrocaspia
Loculla austrocaspia là một loài nhện trong họ Lycosidae.
Loài này thuộc chi Loculla. Loculla austrocaspia được Carl Friedrich Roewer miêu tả năm 1955.